# Bregana
Bregana ist eine Ortschaft im Norden Kroatiens, die zur Stadt Samobor gehört. Sie liegt ca. 12 km nordwestlich von Zagreb. Nach der Volkszählung von 2001 leben dort 2528 Einwohner.

## Verkehr
In Bregana befindet sich der Grenzübergang Bregana − Obrežje, an der Grenze zwischen Kroatien und Slowenien. Von 2004 bis zum EU-Beitritt Kroatiens am 1. Juli 2013 war er EU-Außengrenze und ist seit 2023 eine Binnengrenze des Schengenraums.  
Der Grenzübergang ist Startpunkt der A3, der zweitlängsten kroatischen Autobahn, die wiederum nach Serbien führt.